# ジョン・マラード
ジョン・マラード（英語: John Rowland Mallard、OBE, FRSE, FREng、1927年1月14日 - 2021年2月25日）は、イギリス人医学物理学者である。アバディーン大学で1965年から退職する1992年まで教授職に就いていた。
特に世界初の核磁気共鳴画像法(MRI)全身スキャナーを開発したチームを率いていたことが知られる。

## 経歴
1947年にウランの磁気特性に関する研究でPhDを取得した。
1965年、アバディーン大学の医学物理学の最初の議長に任命された。最初の講義でポジトロン断層法 (PET)による診断が重要になっていくと述べている。その後ロンドンの研究所から寄付を募り中古で手に入れたPETスキャナーをスコットランドで初めて導入した。この装置が置かれたウッドエンド病院の隣の建物は、後にアバディーン王立診療所の John Mallard PET Centre に取って代わられた。
1970年代にMRI全身スキャナーを開発するチームを立ち上げた。開発されたMRI全身スキャナーは、1980年8月28日に末期がん患者に初めて使用された。

## 受賞歴
- 1972年、エジンバラ王立協会 のフェローに選出[4]
- 1993年、Royal Academy of Engineering のフェローに選出[5]
- 1998年、保健大臣によってthe John Mallard Scottish PET Centre が開設された[6]。
- 2004年にFreedom of the City of Aberdeenを授与
- 2004年以降、毎年、医学物理工学研究所（英語版）では彼の名前が付いた講演会が行われる。

その他
- Landau Memorial Plaque of the American Association of Physicists in Medicine
- the Academic Enterprise Competition Prize of the British Technology Group
- the Royal Society Wellcome Prize and Gold Medal
- the George Van Hevesey Memorial Lecture Medal
- The Royal Society Mullard award and the Royal Medal of the Royal Society of Edinburgh